# Operation Stackola
Operation Stackola är ett musikalbum från 1995 av den amerikanska hiphopgruppen Luniz. Det släpptes på skivbolaget Noo Trybe.

## Låtlista
1. Intro (0.51)
2. Put the Lead On Ya (5.25; med Dru Down)
3. I Got 5 On It (4.13; med sång av Michael Marshall)
4. Broke Hos (4.11)
5. Pimps, Playas & Hustlas (5.02; med Dru Down och Richie Rich
6. Playa Hata (4.31; med Teddy)
7. Broke Niggaz (5.19; med Eclipse och Knucklehead)
8. Operation Stackola (4.36)
9. 5150 (4.03; med Shock G)
10. 900 Blame A Nigga (4.18)
11. Yellow Brick Road (5.35)
12. So Much Drama (5.14; med Nik Nack)
13. She’s Just A Freak (4.12)
14. Plead Guilty (4.23)
15. I Got 5 On It (Reprise) (5.08)
16. Outro (0.33)